# Scream (grup musical)
Scream va ser un grup de música hardcore punk de Washington DC que es va formar inicialment a Bailey's Crossroads el 1981.

## Trajectòria
Va formar part de l'escena hardcore de Washington DC, i juntament amb grups com Minor Threat i Government Issue, va encarnar les característiques del subgènere musical amb tempos ràpids, lletres polítiques, honestedat i anticomercialitat.
Enregistrant la seva música al soterrani dels Inner Ear Studios d'Arlington, Scream va ser la primera banda del segell independent Dischord Records a publicar un àlbum de llarga durada, a diferència dels EP de 7 o 12 polzades que incloïen el catàleg de Dischord fins aleshores.
Després del tercer àlbum, Banging the Drum, un jove bateria de 17 anys, que va mentir sobre la seva edat per a poder tocar-hi, Dave Grohl, va entrar al grup. Grohl es s'hi va unir a l'estudi per gravar el seu quart àlbum, No More Censorship, que van optar per publicar-lo amb el segell de reggae RAS Records. A continuació, el grup va fer una gira per Europa la primavera de 1990, temps durant el qual el seu espectacle a Alzey, Alemanya, va ser gravat per al seu llançament com a Your Choice Live Series. Més endavant, Scream va gravar el seu cinquè i últim àlbum d'estudi, Fumble, que no es va publicar fins al 1993, tres anys després de la ruptura del grup.
Després de la ruptura de Scream, Grohl es va traslladar a Seattle per unir-se a la banda de grunge Nirvana. Temps després, el 1997, el guitarrista Franz Stahl es va unir al grup acabat de formar de Grohl, anomenat Foo Fighters, durant un període de dos anys. Durant aquest temps, el cantant Pete Stahl va treballar com a road manager tant per a Foo Fighters com per a Queens of the Stone Age.
El 2011, la formació original de Scream va gravar l'EP Complete Control Sessions al Grohl's Studio 606 de Los Angeles, i l'any següent la banda va fer una gira europea.

## Discografia

### Àlbums d'estudi
- Still Screaming (1983) Dischord Records[10]
- This Side Up (1985) Dischord Records
- Banging the Drum (1986) Dischord Records
- No More Censorship (1988) RAS Records
- Fumble (1993) Dischord Records
- DC Special (2023) Dischord Records[11]

### EP
- Complete Control Recording Sessions (2011) SideOneDummy Records

### Àlbums recopilatoris
- Still Screaming/This Side Up (1995) Dischord Records
- Fumble + Banging the Drum (1995) Dischord Records

### Àlbums en directe
- Live at Van Hall (1988) Konkurrent Records
- Your Choice Live Series Vol.10 (1990) Your Choice Records
- Live at the Black Cat (1998) Torque Records